# 16. Infanterie-Division (Wehrmacht)
Die 16. Infanterie-Division war ein vor dem Zweiten Weltkrieg aufgestellter Großverband des Heeres der deutschen Wehrmacht. Durch Umgliederung und Neuaufstellungen trug der Verband im Verlauf des Krieges die Bezeichnungen 16. Infanterie-Division (mot.), 16. Panzergrenadier-Division und 16. Volksgrenadier-Division.

## Geschichte

### Aufstellung
Die 16. Infanterie-Division (ID) wurde unter dem Decknamen „Kommandant von Münster“ am 1. Oktober 1934 im Wehrkreis VI als Division der 1. Aufstellungswelle gebildet. Die Tarnbezeichnung behielt die Division bis zum 15. Oktober 1935. Ihre Infanterie-Regimenter erhielten einen ersten Personalstamm aus dem Infanterie-Regiment 18 der 6. Infanterie-Division der Reichswehr.
Est wurden gebildet:
- Infanterie-Regiment 60 (Friedensstandort Lüdenscheid)
- Infanterie-Regiment 64 (Friedensstandort Soest)
- Infanterie-Regiment 79 (Friedensstandort Münster)
- Artillerie-Regiment 16 (Friedensstandort Hamm)
  - I. / Artillerie-Regiment 52 (ansteller einer IV. Abteilung)
- Divisionstruppen Nr. 16

Per 25. August 1939 wurde die Division mobil gemacht. Die im Westen des Deutschen Reiches stehende Division wurde zur Sicherung der Westgrenze eingesetzt und unterstand im September 5. Armee der Heeresgruppe C am Niederrhein.
Im Oktober wurde der Verband weiter am Niederrhein stehend dem VI. (6.) Armee-Korps zuteilt und gehört nunmehr zur 6. Armee der Heeresgruppe B. Im Dezember wechselt das Korps zur 12. Armee der Heeresgruppe A und wurde in die Eifel verlegt. Dieses Unterstellungsverhältnis bleibt bis in den Mai 1940 bestehen. Im Januar 1940 wurde das Feld-Ersatz-Bataillon 16 als neues III. Bataillon / Infanterie-Regiment 362 für die Aufstellung der 196. Infanterie-Division abgegeben und im Februar das II. Bataillon / Infanterie-Regiment 64 ging als neues I. Bataillon / Infanterie-Regiment 503 an die neue 290. Infanterie-Division. Beide Einheiten wurden von der Division wieder neu aufgestellt.

### Westfeldzug
Der Angriff der Wehrmacht im Westen, der sogenannte Westfeldzug, führte die Division im Mai mit VI. Armee-Korps durch Luxemburg und Belgien nach Nordfrankreich. Hier nahm sie an der Schlacht von Sedan und Stonne teil.
In der zweiten Phase des Angriffs wurde die Division als Reserve der 16. Armee zugeteilt und stand im Westen Frankreichs. Im Juli wurde der Bereich von der 1. Armee in der Heeresgruppe C übernommen. Nachdem die Kämpfe im Westen beendet waren, wurde der Verband zurück in die Heimat verlegt und für eine Umgliederung dem Befehlshaber des Ersatzheeres unterstellt.

### Umgliederung 1940
Am 6. August 1940 erfolgte auf dem Truppenübungsplatz Sennelager die Teilung der 16. Infanterie-Division in die 16. Panzer-Division und die 16. Infanterie-Division (mot.).

## 16. Infanterie-Division (mot.)
Im Rahmen der Umgliederung der 16. Infanterie-Division zur Division (mot.) verließ der bisherige Divisionsstab den Verband und bildete nunmehr den Stab der neuen 16. Panzer-Division. Mit zum neuen Verband gingen die Infanterie-Regimenter 64 und 79, wobei diese das III. Bataillon / Infanterie-Regiment 64 (wurde I. Bataillon / Schützen-Regiment 4) und das II. Bataillon / Infanterie-Regiment 79 (wurde II. Bataillon / Schützen-Regiment 114) allerdings abgeben mussten. Der Stab des Artillerie-Regiment 16 wechselte mit der II. Abteilung / Artillerie-Regiment 16 ebenfalls zur neuen Panzer-Division.
Als neuer Kern für die neue ID (mot.) verblieben das Infanterie-Regiment 60 und die II. Abteilung des Artillerie-Regiment 16. Bei der Aufstellung wurde der Division der  Divisionsstab der nunmehr aufgelösten 228. Infanterie-Division zugeteilt. Die neue Gliederung bestand per 20. November 1940 aus:
- Infanterie-Regiment (mot.) 60 (von der 16. ID)
- Infanterie-Regiment (mot.) 156 (aus Sicherungs-Regiment 1 und III. Bataillon / Infanterie-Regiment 10 (4. ID))
- Kradschützen-Bataillon 165 (aus Maschinengewehr-Bataillon 3)
- Artillerie-Regiment 146 (aus Stab Artillerie-Regiment 311, I. Abteilung (Abt.) Artillerie-Regiment 16 als I. Abt., I. Abt. Artillerie-Regiment 697 als II. Abt. und schwerer Artillerie-Abteilung 621 als III. Abt.)
- Aufklärungs-Abteilung 341
- Panzerjäger-Abteilung 228
- Nachrichten-Abteilung 228
- Pionier-Bataillon 675
- Divisionstruppen Nr. 66

Zu diesem Zeitpunkt wurde die Division noch auf dem Truppenübungsplatz Sennelager stehend dem XXII. (22.) Armee-Korps der 11. Armee der Heeresgruppe C unterstellt.

### Besatzungstruppe in Frankreich
Per Dezember 1940 verlegte die Division zum XXXIX. (39.) Armee-Korps der 1. Armee bei der Heeresgruppe D in Westfrankreich. Per Januar 1941 wechselte die Division bei der 1. Armee zum LIX. (59.) Armee-Korps bei dem der Verband, weiterhin in Westfrankreich stationiert bis März blieb. Danach wurde im März 1941 das XXXXV. (45.) Armee-Korps das führende Generalkommando.

### Balkanfeldzug
Im April 1941 wurde die 16. Infanterie-Division (mot.) zum XXXXVI. (46.) Armee-Korps der 2. Armee nach Ungarn verlegt, um von dort ab dem 6. April Angriff auf Jugoslawien, als Teil des sogenannten Balkanfeldzugs, teilzunehmen. Der Verband stieß bis in den Raum Sarajevo vor. Noch im April 1941 kapitulierten die beiden im Rahmen dieser Operation angegriffenen Länder Jugoslawien und Griechenland.
Die Division wurde in die Heimat beordert und wieder in die Reserve überführt und hierbei unterstand der Verband von Mai bis Juni 1941 dem Befehlshaber des Ersatzheeres.

### Unternehmen Barbarossa
Im Frühsommer 1941 stand sie im Verband der Panzergruppe 1 der Heeresgruppe Süd für den Überfall auf die Sowjetunion bereit. Nachdem die Stalinlinie im Juli 1941 bei Lubar durchbrochen wurde, kam es bei Nowo Archangelsk, Swerdlikowo und Dobrowodje zu schweren Kämpfen. Im August 1941 stieß die Division über Nikolajew und Kriwoi Rog in der Ukraine zum Dnepr vor. Im September 1941 war sie Teil des deutschen Angriffs auf Kiew. Den Winter 1941/1942 verbrachte sie in der Winterstellung in der Nähe von Kursk. Die Panzer-Abteilung 116 wurde ihr ab Mai 1942 unterstellt.
Am 30. Mai 1942 erhielt die Division eine Zuteilung neuer Ausrüstung für die eigene Panzerjäger-Abteilung. Es wurden zwölf Sd.Kfz. 132, also Panzerjäger-Selbstfahrlafette I für 7,62-cm-Pak 36 „Marder II“, vom Heereszeugamt übernommen.
Im Sommer 1942 nahm die 16. Infanterie-Division (mot.) an der Offensive auf Woronesch teil. Kradschützen der Division überschritten im Juli 1942 den Don bei Semiluki und brachen zusammen mit der Infanterie-Division (mot.) „Großdeutschland“ nach schweren Häuserkämpfen den sowjetischen Widerstand im Westteil der Stadt, konnten den Fluss Woronesch aber erst nach harten Kämpfen überwinden.

### Vorstoß zum Kaukasus
Am 26. Juli 1942 überschritt die 16. Infanterie-Division (mot.) als erster deutscher Verband auf dem Marsch zum Kaukasus die Grenze nach Asien. Sie erreichte am 6. August 1942 die Ortschaft Labinskaja in der Nähe der Erdölfelder von Maikop. Im Rahmen der Heeresgruppe A und der 1. Panzerarmee hatte die 16. Infanterie-Division (mot.) den Auftrag, die linke Flanke der Front mit befestigten Stützpunkten in der Kalmückensteppe zu sichern. Der Divisionskommandeur, Generalleutnant Sigfrid Henrici, sandte Ende August/Anfang September 1942 Panzeraufklärer in Richtung Astrachan aus, um das vorgelagerte Gebiet zu erkunden. Panzerspähkompanien drangen am 16. September 1942 bis an die Panzergräben von Sadowska am Unterlauf der Wolga vor und konnten im Handstreich den sowjetischen Stützpunkt nehmen. Dabei erkundeten sie die intakte Eisenbahnlinie von Kisljar bis Astrachan, welche für Öltransporte genutzt werden konnte, und wo man die Transportkette von Baku und Astrachan bis Archangelsk am besten unterbrechen könnte. Es war der am weitesten nach Osten reichende Vorstoß der Wehrmacht im Krieg gegen die Sowjetunion. Am 17. September 1942 musste das Unternehmen abgebrochen werden. Dieser schnelle und weite Vorstoß gab den Anlass für den Spitznamen der Division: „Windhund-Division“.
Im Winter 1942/43 wurde die Division beim allgemeinen Rückzug der Heeresgruppe Don ins Donezbecken zurückgezogen. Sie war danach bei der neugebildeten 6. Armee an der Mius-Front eingesetzt.

## 16. Panzergrenadier-Division
Im Juni 1943 wurde sie hier in 16. Panzergrenadier-Division umbenannt. Die Division nahm in der zweiten Hälfte 1943 mit der 6. Armee und 1. Panzerarmee an den Kämpfen an Donez und Mius, im Donezbecken und der Schlacht am Dnepr teil. Im März 1944 wurde sie während der Dnepr-Karpaten-Operation bei Uman weitgehend zerschlagen.

### Neuaufstellung Frankreich 1944
Die Reste wurden aus der Front gezogen und zur Neuaufstellung nach Frankreich verlegt.

### Umgliederung zur 116. Panzer-Division
Im Raum Paris-Le Havre erfolgte hier die Umgliederung zur 116. Panzer-Division, wozu auch die anschließend aufgelöste 179. Reserve-Panzer-Division verwendet wurde.

## 16. Volksgrenadier-Division
Im August 1944 sollte eine Neuaufstellung der 16. ID als Teil der 30. Aufstellungswelle erfolgen, wobei die Reste der 158. Reserve-Division und Teile der 16. Luftwaffen-Felddivision verwendet werden sollten. Tatsächlich wurde die Division im Oktober als 16. Volksgrenadier-Division aufgestellt. Diese war bis Kriegsende hauptsächlich im Bereich der 19. Armee am Oberrhein eingesetzt.

## Wappen
Das Wappen zeigt angeblich den Hund „Sascha“, der Angehörigen der 16. Infanterie-Division in der Kalmückensteppe halb verhungert zugelaufen war. Das Wappen der Division (das später die 116. Panzer-Division der Wehrmacht übernahm) wurde in der Bundeswehr bis 2004 im Wappen des Panzergrenadierbataillons 212 gezeigt.

## Kommandeure
| Dienstzeit                              | Dienstgrad                   | Name                           |
| --------------------------------------- | ---------------------------- | ------------------------------ |
| 15. Oktober 1935 bis 12. Oktober 1937   | Generalmajor/Generalleutnant | Gerhard Glokke                 |
| 12. Oktober 1937 bis 31. Januar 1940    | Generalmajor/Generalleutnant | Gotthard Heinrici              |
| 01. Februar bis 1. Juni 1940            | Generalleutnant              | Heinrich Krampf                |
| 01. Juni bis 6. August 1940             | Oberst/Generalmajor          | Hans-Valentin Hube             |
| 12. August 1940 bis 15. März 1941       | Generalleutnant              | Friedrich-Wilhelm von Chappuis |
| 16. März 1941 bis 15. August 1942       | Generalmajor                 | Sigfrid Henrici                |
| 15. August bis 15. November 1941        | Generalmajor                 | Johannes Streich               |
| 15. November 1941 bis 12. November 1942 | Generalmajor                 | Sigfrid Henrici                |
| 13. November 1942 bis 20. Mai 1943      | Generalmajor                 | Gerhard Graf von Schwerin      |
| 20. Mai bis 27. Juni 1943               | Generalmajor                 | Wilhelm Crisolli               |
| 27. Juni 1943 bis Januar 1944           | Generalmajor                 | Gerhard Graf von Schwerin      |
| 10. Januar bis 15. März 1944            | Oberst                       | Günther von Manteuffel         |
| 15. bis 28. März 1944                   | Generalmajor                 | Karl Stingl                    |
| 5. August 1944 bis November 1944        | Generalleutnant              | Ernst Haeckel                  |
| November 1944                           | Oberst                       | Tillessen                      |
| 15. November 1944 bis 29. Dezember 1944 | Oberst                       | Eberhard Zorn                  |
| 29. Dezember 1944 bis 25. März 1945     | Oberst/Generalmajor          | Alexander Moeckel              |
| 25. März 1945 bis 6. April 1945         | Oberst                       | Friedrich Trompeter            |
| 6. April 1945 bis zur Auflösung         | Oberst                       | Robert Kästner                 |

## Auszeichnungen
32 Angehörigen der 16. ID wurde das Ritterkreuz und 113 das Deutsche Kreuz in Gold verliehen.

## Gliederung
| Gliederung der 16. ID                                                                                         | Gliederung der 16. PGD                                       |
| --- | ------------------------------------------------------------ |
| | - Panzer-Abteilung 116                                       |
| - Infanterie-Regiment 60 - Infanterie-Regiment 64 - Infanterie-Regiment 79                                    | - Panzergrenadier-Regiment 60 - Panzergrenadier-Regiment 156 |
| - Artillerie-Regiment 16 I. – III. Abteilung, sowie der I./AR 52.                                             | - Artillerie-Regiment 146                                    |
| - Beobachtungs-Abteilung 16                                                                                   |                                                              |
| - Aufklärungs-Abteilung 16                                                                                    | - Panzeraufklärungs-Bataillon 116                            |
| - Panzerabwehr-Abteilung 16 1.–3. Kompanie und der 4. Kompanie des MG-Bataillons 46.                          | - Panzerjäger-Abteilung 228                                  |
| | - Armee-Flak-Bataillon 281                                   |
| - Pionier-Bataillon 46                                                                                        | - Pionier-Bataillon 675                                      |
| - Nachrichten-Abteilung 16                                                                                    | - Nachrichten-Abteilung 16                                   |
| - Feldersatz-Bataillon 16                                                                                     |                                                              |
| - Infanterie-Divisions-Nachschubführer 16 - Verwaltungsdienste 16 - Sanitätsdienste 16 - Veterinärkompanie 16 | - Infanterie-Divisions-Nachschubführer (motorisiert) 66      |

## Erinnerung
1961 wurde in Münster ein Ehrenmal für die Gefallenen der 16. Panzer- und Infanterie-Division errichtet. Das sogenannte Stalingrad-Denkmal  befindet sich in einer Grünanlage am Parkplatz Münzstraße hinter Hausnummer 1a an der Promenade.